# Circoscrizione Estero
La circoscrizione Estero è la circoscrizione elettorale italiana preposta ad accogliere il voto degli italiani residenti all'estero. Difatti sia i cittadini iscritti all'Anagrafe degli italiani residenti all'estero (AIRE) sia quelli che si trovano temporaneamente fuori dall'Italia per un periodo di almeno tre mesi possono (i secondi previa richiesta) esprimere il proprio voto per corrispondenza nei referendum statali e nelle elezioni politiche, eleggendo i propri rappresentanti alla Camera dei deputati e al Senato della Repubblica.
Nelle altre consultazioni elettorali i cittadini italiani residenti all'estero possono votare solo ritornando fisicamente nel comune italiano in cui essi risultano iscritti, fatta eccezione per le elezioni del Parlamento europeo, per le quali vi è l'ulteriore possibilità di votare presso ambasciate e consolati di stanza negli altri Stati membri dell'Unione europea.

## Storia

Francobollo del 2006 celebrativo del "primo voto dei cittadini italiani all'estero". In realtà, la prima votazione per corrispondenza avvenne in occasione dei referendum del 2003, mentre il primo voto degli italiani all'estero avvenne con le elezioni europee del 1979

La circoscrizione Estero venne istituita dalla legge costituzionale 17 gennaio 2000, n. 1, che aggiunse un terzo comma dell'articolo 48 della Costituzione italiana. L'anno successivo venne fissato con ulteriore legge costituzionale, che andò a modificare gli articoli 56 e 57 della Costituzione, il numero dei parlamentari eletti per corrispondenza dagli italiani residenti all'estero: diciotto, di cui dodici alla Camera e sei al Senato.
In seguito, per dare seguito alle modifiche costituzionali, venne approvata la legge 27 dicembre 2001, n. 459, meglio nota come legge Tremaglia e il relativo regolamento applicativo (decreto del presidente della Repubblica 2 aprile 2003, n. 104).
Il primo voto per corrispondenza della circoscrizione Estero avvenne in occasione dei referendum abrogativi del 2003, mentre i primi parlamentari furono eletti nelle elezioni politiche del 2006.
Dal 2016 anche gli elettori italiani che si trovino all'estero solo temporaneamente possono votare per corrispondenza: a tal fine devono inoltrare un'apposita istanza al proprio comune italiano di residenza entro i termini previsti dalla legge.
L'8 ottobre 2019 la Camera ha approvato definitivamente in quarta lettura la riforma costituzionale che dalla XIX legislatura ha ridotto il numero dei parlamentari, inclusi quelli eletti all'estero che sono passati da 18 a 12 (8 deputati e 4 senatori). La riforma è stata definitivamente approvata dal referendum costituzionale in Italia del 2020.

## Composizione
La circoscrizione Estero ricomprende tutti i 198 Stati del mondo riconosciuti dal governo italiano, oltre alla "circoscrizione autonoma" di Gerusalemme (territorio che il governo italiano non considera parte né di Israele né dello Stato di Palestina). La circoscrizione Estero è suddivisa in quattro raggruppamenti geografici:
1. Ripartizione Europa, che include anche Russia, Turchia e Cipro,[9] per un totale di 46 Stati;
2. Ripartizione America meridionale, che include anche Trinidad e Tobago,[10] per un totale di 13 Stati;
3. Ripartizione America settentrionale e centrale, per un totale di 22 Stati;
4. Ripartizione Africa, Asia, Oceania e Antartide, che include anche Armenia, Azerbaigian e Georgia,[11] per un totale di 117 Stati, a cui si aggiunge la circoscrizione autonoma di Gerusalemme.

## Numero di parlamentari eletti

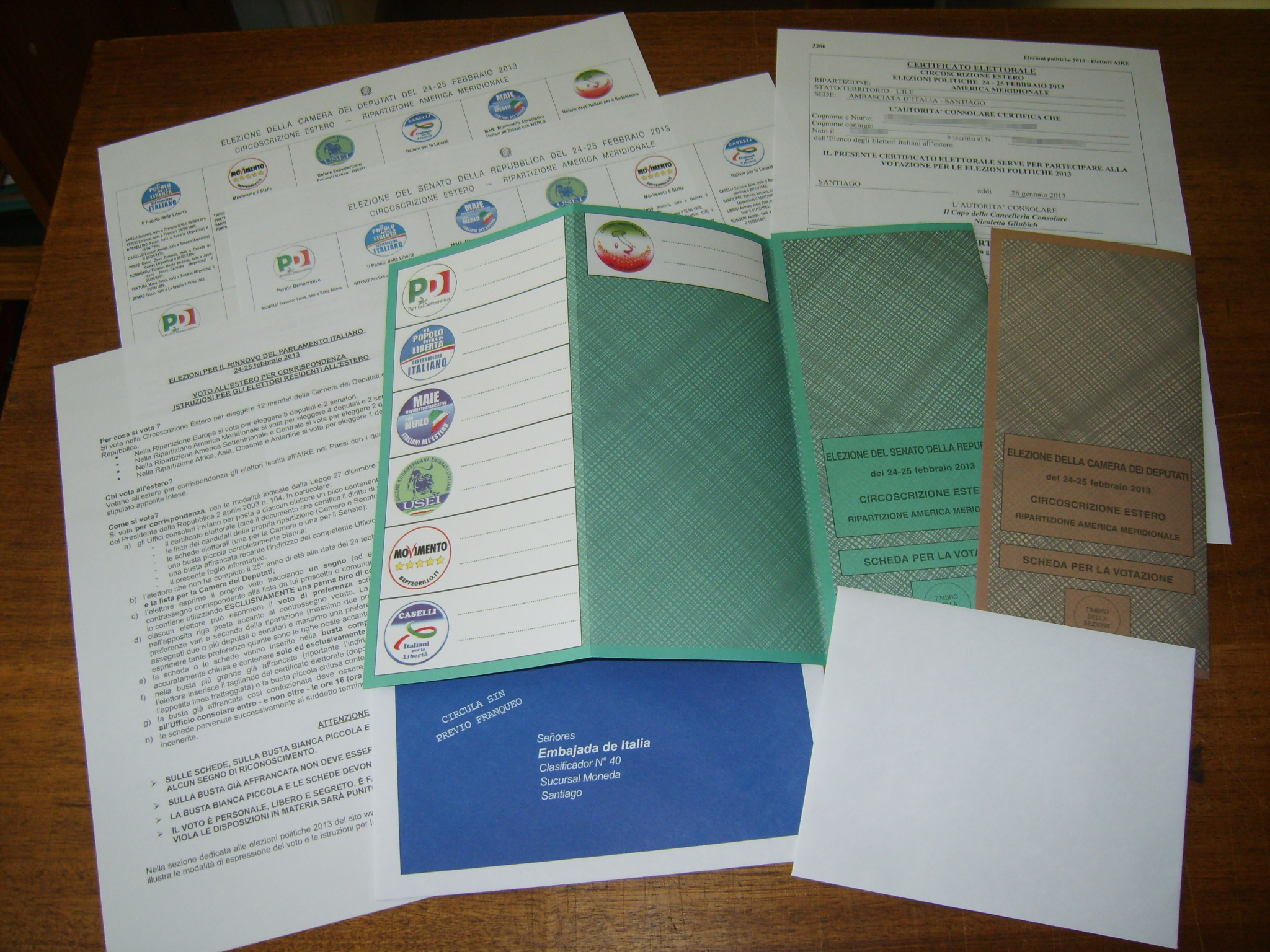
Plico elettorale per la ripartizione America meridionale per le elezioni politiche del 2013

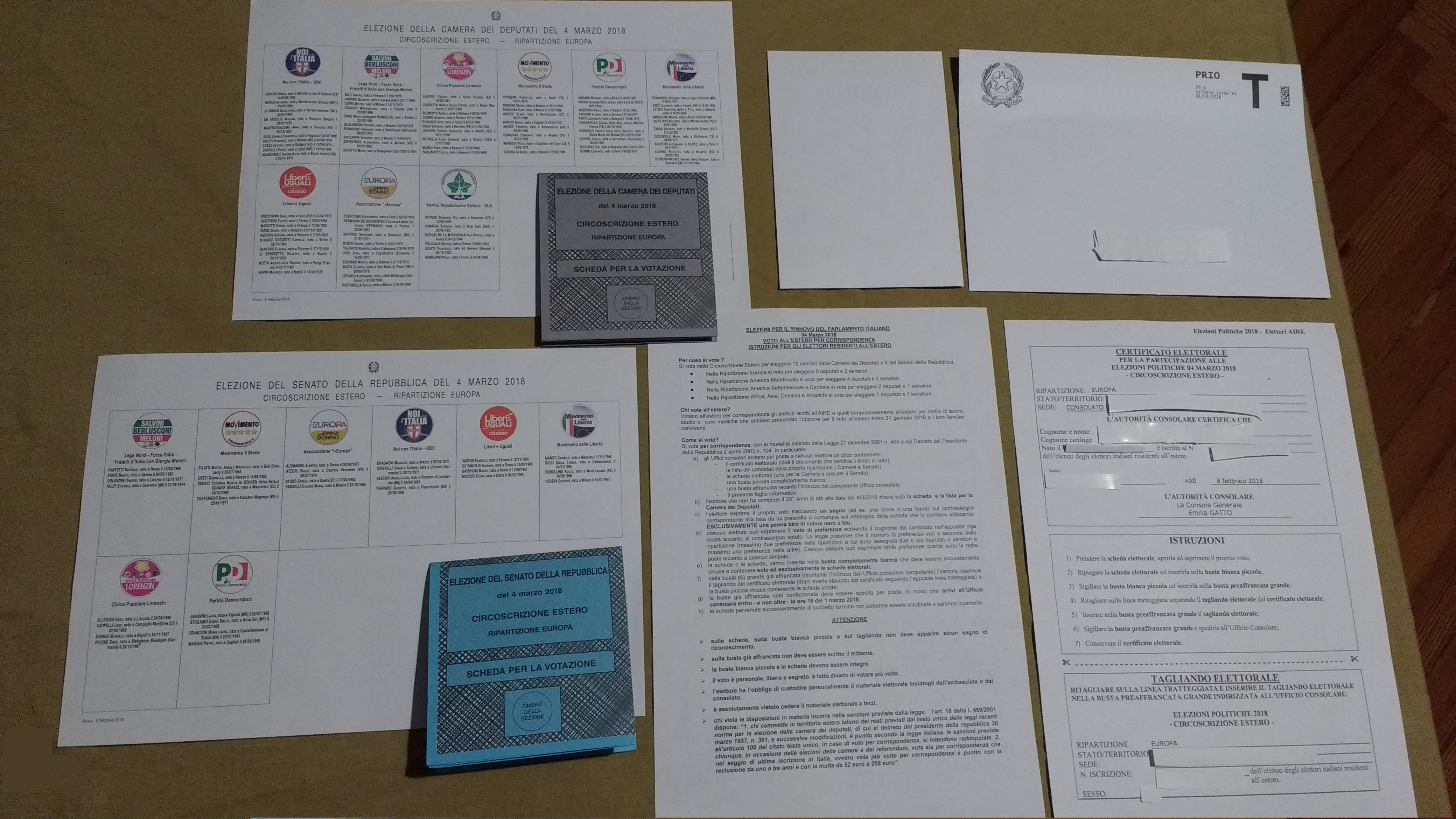
Plico elettorale per la ripartizione Europa per le elezioni politiche del 2018

In ciascuna delle quattro ripartizioni viene sempre assegnato almeno un deputato e un senatore, mentre gli altri seggi sono distribuiti proporzionalmente al numero dei cittadini italiani residenti nella specifica ripartizione. Nel 2013 la ripartizione Europa ha perso un deputato, guadagnato dalla ripartizione America meridionale, in quanto in quest'ultima era proporzionalmente aumentato il numero di elettori italiani.
| Ripartizione                                                                                           | Numero cittadini | %       | Deputati | Senatori |
| --- | ---------------- | ------- | -------- | -------- |
| Europa                                                                                                 | 2 685 815        | 54,00%  | 5        | 2        |
| America meridionale                                                                                    | 1 559 068        | 31,34%  | 4        | 2        |
| America settentrionale e centrale                                                                      | 451 062          | 9,07%   | 2        | 1        |
| Africa, Asia, Oceania e Antartide                                                                      | 277 997          | 5,59%   | 1        | 1        |
| Totale                                                                                                 | 4 973 942        | 100,00% | 12       | 6        |
| Fonte: Decreto del Presidente della Repubblica 28 dicembre 2017 (aggiornamento dati: 31 dicembre 2016) |                  |         |          |          |

Nel dicembre 2016, il Paese con il più alto numero di elettori italiani era l'Argentina (673.237), seguita da Germania (581.433) e Svizzera (482.539).
A seguito dell'entrata in vigore della legge costituzionale n. 19 ottobre 2020, n. 1, in materia di riduzione del numero dei parlamentari (successiva a referendum costituzionale), i deputati sono stati ridotti da 630 a 400 e i senatori da 315 a 200; di conseguenza sono diminuiti anche i parlamentari eletti nella circoscrizione Estero: 8 deputati (in luogo dei 12 precedenti) e 4 senatori (in luogo dei 6 precedenti).
| Ripartizione                                                      | Numero cittadini | %       | Deputati | Senatori |
| ----------------------------------------------------------------- | ---------------- | ------- | -------- | -------- |
| Europa                                                            | 3 189 905        | 54,94%  | 3        | 1        |
| America meridionale                                               | 1 804 291        | 31,08%  | 2        | 1        |
| America settentrionale e centrale                                 | 505 567          | 8,70%   | 2        | 1        |
| Africa, Asia, Oceania e Antartide                                 | 306 305          | 5,28%   | 1        | 1        |
| Totale                                                            | 5 806 068        | 100,00% | 8        | 4        |
| Fonte: Decreto del Presidente della Repubblica del 21 luglio 2022 |                  |         |          |          |

## Dati elettorali

### Elezioni politiche del 2006
| Partito                            | Partito                              | Risultati 9 aprile 2006 | Risultati 9 aprile 2006 | Risultati 9 aprile 2006 | Seggi | Seggi |
| Partito                            | Partito                              | Voti                    | %                       | ±                       | Num   | ±     |
| ---------------------------------- | ------------------------------------ | ----------------------- | ----------------------- | ----------------------- | ----- | ----- |
|                                    | L'Unione                             | 421 414                 | 43,39                   | n.d.                    | 6     | n.d.  |
|                                    | Forza Italia                         | 202 536                 | 20,86                   | n.d.                    | 3     | n.d.  |
|                                    | Associazioni Italiane in Sud America | 99 817                  | 10,28                   | n.d.                    | 1     | n.d.  |
|                                    | Per l'Italia nel Mondo               | 72 105                  | 7,42                    | n.d.                    | 1     | n.d.  |
|                                    | Unione di Centro                     | 66 456                  | 6,84                    | n.d.                    | 0     | n.d.  |
|                                    | Italia dei Valori                    | 27 432                  | 2,82                    | n.d.                    | 1     | n.d.  |
|                                    | Lega Nord                            | 20 211                  | 2,08                    | n.d.                    | 0     | n.d.  |
|                                    | Altri                                | 61 181                  | 6,30                    | n.d.                    | 0     | n.d.  |
|                                    |                                      |                         |                         |                         |       |       |
| Iscritti                           | Iscritti                             | 2 707 382               | 100,00                  |                         |       |       |
| ↳ Votanti (% su iscritti)          | ↳ Votanti (% su iscritti)            | 1 053 864               | 38,93                   | n.d.                    |       |       |
| ↳ Voti validi (% su votanti)       | ↳ Voti validi (% su votanti)         | 971 152                 | 92,15                   |                         |       |       |
| ↳ Schede non valide (% su votanti) | ↳ Schede non valide (% su votanti)   | 82 712                  | 7,85                    |                         |       |       |
| ↳ Schede bianche (% su votanti)    | ↳ Schede bianche (% su votanti)      | 11 046                  | 1,05                    |                         |       |       |
| ↳ Schede nulle (% su votanti)      | ↳ Schede nulle (% su votanti)        | 71 666                  | 6,80                    |                         |       |       |
| ↳ Astenuti (% su iscritti)         | ↳ Astenuti (% su iscritti)           | 1 653 518               | 61,07                   |                         |       |       |

| Eletti | Eletti                |
| ------ | --------------------- |
|        | Franco Narducci       |
|        | Arnold Cassola        |
|        | Gianni Farina         |
|        | Mariza Bafile         |
|        | Gino Bucchino         |
|        | Marco Fedi            |
|        | Massimo Romagnoli     |
|        | Guglielmo Picchi      |
|        | Salvatore Ferrigno    |
|        | Ricardo Antonio Merlo |
|        | Giuseppe Angeli       |
|        | Antonio Razzi         |

| Partito                            | Partito                              | Risultati 9 aprile 2006 | Risultati 9 aprile 2006 | Risultati 9 aprile 2006 | Seggi | Seggi |
| Partito                            | Partito                              | Voti                    | %                       | ±                       | Num   | ±     |
| ---------------------------------- | ------------------------------------ | ----------------------- | ----------------------- | ----------------------- | ----- | ----- |
|                                    | L'Unione                             | 393 357                 | 44,14                   | n.d.                    | 4     | n.d.  |
|                                    | Forza Italia                         | 186 386                 | 20,92                   | n.d.                    | 1     | n.d.  |
|                                    | Associazioni Italiane in Sud America | 85 745                  | 9,62                    | n.d.                    | 1     | n.d.  |
|                                    | Per l'Italia nel Mondo               | 65 055                  | 7,30                    | n.d.                    | 0     | n.d.  |
|                                    | Unione di Centro                     | 57 278                  | 6,43                    | n.d.                    | 0     | n.d.  |
|                                    | Italia dei Valori                    | 26 486                  | 2,97                    | n.d.                    | 0     | n.d.  |
|                                    | Altri                                | 76 754                  | 8,61                    | n.d.                    | 0     | n.d.  |
|                                    |                                      |                         |                         |                         |       |       |
| Iscritti                           | Iscritti                             | 2 432 340               | 100,00                  |                         |       |       |
| ↳ Votanti (% su iscritti)          | ↳ Votanti (% su iscritti)            | 962 107                 | 39,55                   | n.d.                    |       |       |
| ↳ Voti validi (% su votanti)       | ↳ Voti validi (% su votanti)         | 891 061                 | 92,62                   |                         |       |       |
| ↳ Schede non valide (% su votanti) | ↳ Schede non valide (% su votanti)   | 71 046                  | 7,38                    |                         |       |       |
| ↳ Schede bianche (% su votanti)    | ↳ Schede bianche (% su votanti)      | 10 351                  | 1,08                    |                         |       |       |
| ↳ Schede nulle (% su votanti)      | ↳ Schede nulle (% su votanti)        | 60 695                  | 6,31                    |                         |       |       |
| ↳ Astenuti (% su iscritti)         | ↳ Astenuti (% su iscritti)           | 1 470 233               | 60,45                   |                         |       |       |

| Eletti | Eletti                |
| ------ | --------------------- |
|        | Claudio Micheloni     |
|        | Edoardo Pollastri     |
|        | Renato Guerino Turano |
|        | Nino Randazzo         |
|        | Antonella Rebuzzi     |
|        | Luigi Pallaro         |

### Elezioni politiche del 2008
| Partito                            | Partito                                   | Risultati 13 aprile 2008 | Risultati 13 aprile 2008 | Risultati 13 aprile 2008 | Seggi | Seggi   |
| Partito                            | Partito                                   | Voti                     | %                        | ±                        | Num   | ±       |
| ---------------------------------- | ----------------------------------------- | ------------------------ | ------------------------ | ------------------------ | ----- | ------- |
|                                    | Partito Democratico                       | 338 954                  | 32,48                    | n.d.                     | 6     | n.d.    |
|                                    | Il Popolo della Libertà                   | 322 437                  | 30,90                    | n.d.                     | 4     | n.d.    |
|                                    | Unione di Centro                          | 88 017                   | 8,43                     | 1,64                     | 0     | Stabile |
|                                    | Movimento Associativo Italiani all'Estero | 86 970                   | 8,33                     | n.d.                     | 1     | n.d.    |
|                                    | Associazioni Italiane in Sud America      | 64 325                   | 6,16                     | 4,12                     | 0     | 1       |
|                                    | Italia dei Valori                         | 42 149                   | 4,04                     | 1,22                     | 1     | Stabile |
|                                    | Partito Socialista Boselli                | 32 513                   | 3,12                     | n.d.                     | 0     | n.d.    |
|                                    | La Sinistra l'Arcobaleno                  | 28 495                   | 2,73                     | n.d.                     | 0     | n.d.    |
|                                    | Altri                                     | 39 658                   | 3,80                     | n.d.                     | 0     | n.d.    |
|                                    |                                           |                          |                          |                          |       |         |
| Iscritti                           | Iscritti                                  | 2 924 178                | 100,00                   |                          |       |         |
| ↳ Votanti (% su iscritti)          | ↳ Votanti (% su iscritti)                 | 1 155 411                | 39,51                    | n.d.                     |       |         |
| ↳ Voti validi (% su votanti)       | ↳ Voti validi (% su votanti)              | 1 043 518                | 90,32                    |                          |       |         |
| ↳ Schede non valide (% su votanti) | ↳ Schede non valide (% su votanti)        | 111 893                  | 9,68                     |                          |       |         |
| ↳ Schede bianche (% su votanti)    | ↳ Schede bianche (% su votanti)           | 12 868                   | 1,11                     |                          |       |         |
| ↳ Schede nulle (% su votanti)      | ↳ Schede nulle (% su votanti)             | 99 025                   | 8,57                     |                          |       |         |
| ↳ Astenuti (% su iscritti)         | ↳ Astenuti (% su iscritti)                | 1 768 767                | 60,49                    |                          |       |         |

| Eletti | Eletti                |
| ------ | --------------------- |
|        | Franco Narducci       |
|        | Laura Garavini        |
|        | Gianni Farina         |
|        | Fabio Porta           |
|        | Gino Bucchino         |
|        | Marco Fedi            |
|        | Aldo Di Biagio        |
|        | Guglielmo Picchi      |
|        | Giuseppe Angeli       |
|        | Amato Berardi         |
|        | Ricardo Antonio Merlo |
|        | Antonio Razzi         |

| Partito                            | Partito                                   | Risultati 13 aprile 2008 | Risultati 13 aprile 2008 | Risultati 13 aprile 2008 | Seggi | Seggi   |
| Partito                            | Partito                                   | Voti                     | %                        | ±                        | Num   | ±       |
| ---------------------------------- | ----------------------------------------- | ------------------------ | ------------------------ | ------------------------ | ----- | ------- |
|                                    | Il Popolo della Libertà                   | 322 698                  | 33,86                    | n.d.                     | 3     | n.d.    |
|                                    | Partito Democratico                       | 314 703                  | 33,02                    | n.d.                     | 2     | n.d.    |
|                                    | Movimento Associativo Italiani all'Estero | 72 511                   | 7,61                     | n.d.                     | 1     | n.d.    |
|                                    | Associazioni Italiane in Sud America      | 60 794                   | 6,38                     | 3,24                     | 0     | 1       |
|                                    | Unione di Centro                          | 57 817                   | 6,07                     | 0,36                     | 0     | Stabile |
|                                    | Italia dei Valori                         | 38 357                   | 4,02                     | 1,05                     | 0     | Stabile |
|                                    | Partito Socialista Boselli                | 28 149                   | 2,95                     | n.d.                     | 0     | n.d.    |
|                                    | La Sinistra l'Arcobaleno                  | 27 067                   | 2,84                     | n.d.                     | 0     | n.d.    |
|                                    | Altri                                     | 31 048                   | 3,26                     | n.d.                     | 0     | n.d.    |
|                                    |                                           |                          |                          |                          |       |         |
| Iscritti                           | Iscritti                                  | 2 627 832                | 100,00                   |                          |       |         |
| ↳ Votanti (% su iscritti)          | ↳ Votanti (% su iscritti)                 | 1 059 625                | 40,32                    | n.d.                     |       |         |
| ↳ Voti validi (% su votanti)       | ↳ Voti validi (% su votanti)              | 953 144                  | 89,95                    |                          |       |         |
| ↳ Schede non valide (% su votanti) | ↳ Schede non valide (% su votanti)        | 106 481                  | 10,05                    |                          |       |         |
| ↳ Schede bianche (% su votanti)    | ↳ Schede bianche (% su votanti)           | 12 464                   | 1,18                     |                          |       |         |
| ↳ Schede nulle (% su votanti)      | ↳ Schede nulle (% su votanti)             | 94 017                   | 8,87                     |                          |       |         |
| ↳ Astenuti (% su iscritti)         | ↳ Astenuti (% su iscritti)                | 1 568 207                | 59,68                    |                          |       |         |

| Eletti | Eletti               |
| ------ | -------------------- |
|        | Nicola Di Girolamo   |
|        | Esteban Juan Caselli |
|        | Basilio Giordano     |
|        | Claudio Micheloni    |
|        | Nino Randazzo        |
|        | Mirella Giai         |

### Elezioni politiche del 2013
| Partito                            | Partito                                   | Risultati 24 febbraio 2013 | Risultati 24 febbraio 2013 | Risultati 24 febbraio 2013 | Seggi | Seggi |
| Partito                            | Partito                                   | Voti                       | %                          | ±                          | Num   | ±     |
| ---------------------------------- | ----------------------------------------- | -------------------------- | -------------------------- | -------------------------- | ----- | ----- |
|                                    | Partito Democratico                       | 287 975                    | 29,30                      | 3,18                       | 5     | 1     |
|                                    | Con Monti per l'Italia                    | 181 041                    | 18,42                      | n.d.                       | 2     | n.d.  |
|                                    | Il Popolo della Libertà                   | 145 751                    | 14,83                      | 16,07                      | 1     | 3     |
|                                    | Movimento Associativo Italiani all'Estero | 140 868                    | 14,33                      | 6,00                       | 2     | 1     |
|                                    | Movimento 5 Stelle                        | 95 173                     | 9,68                       | n.d.                       | 1     | n.d.  |
|                                    | Unione Sudamericana Emigrati Italiani     | 43 918                     | 4,47                       | n.d.                       | 1     | n.d.  |
|                                    | Italiani per la libertà                   | 22 348                     | 2,27                       | n.d.                       | 0     | n.d.  |
|                                    | Altri                                     | 65 807                     | 6,70                       | n.d.                       | 0     | n.d.  |
|                                    |                                           |                            |                            |                            |       |       |
| Iscritti                           | Iscritti                                  | 3 494 687                  | 100,00                     |                            |       |       |
| ↳ Votanti (% su iscritti)          | ↳ Votanti (% su iscritti)                 | 1 103 989                  | 31,59                      | n.d.                       |       |       |
| ↳ Voti validi (% su votanti)       | ↳ Voti validi (% su votanti)              | 982 881                    | 89,03                      |                            |       |       |
| ↳ Schede non valide (% su votanti) | ↳ Schede non valide (% su votanti)        | 121 108                    | 10,97                      |                            |       |       |
| ↳ Schede bianche (% su votanti)    | ↳ Schede bianche (% su votanti)           | 16 456                     | 1,49                       |                            |       |       |
| ↳ Schede nulle (% su votanti)      | ↳ Schede nulle (% su votanti)             | 104 652                    | 9,48                       |                            |       |       |
| ↳ Astenuti (% su iscritti)         | ↳ Astenuti (% su iscritti)                | 2 390 698                  | 68,41                      |                            |       |       |

| Eletti | Eletti                |
| ------ | --------------------- |
|        | Laura Garavini        |
|        | Gianni Farina         |
|        | Fabio Porta           |
|        | Francesca La Marca    |
|        | Marco Fedi            |
|        | Mario Caruso          |
|        | Fucsia Nissoli        |
|        | Guglielmo Picchi      |
|        | Ricardo Antonio Merlo |
|        | Mario Borghese        |
|        | Alessio Tacconi       |
|        | Renata Bueno          |

| Partito                            | Partito                                   | Risultati 24 febbraio 2013 | Risultati 24 febbraio 2013 | Risultati 24 febbraio 2013 | Seggi | Seggi   |
| Partito                            | Partito                                   | Voti                       | %                          | ±                          | Num   | ±       |
| ---------------------------------- | ----------------------------------------- | -------------------------- | -------------------------- | -------------------------- | ----- | ------- |
|                                    | Partito Democratico                       | 274 732                    | 30,69                      | 2,33                       | 4     | 1       |
|                                    | Con Monti per l'Italia                    | 177 402                    | 19,82                      | n.d.                       | 1     | n.d.    |
|                                    | Il Popolo della Libertà                   | 136 052                    | 15,20                      | 18,66                      | 0     | 3       |
|                                    | Movimento Associativo Italiani all'Estero | 120 290                    | 13,44                      | 6,83                       | 1     | Stabile |
|                                    | Movimento 5 Stelle                        | 89 562                     | 10,01                      | n.d.                       | 0     | n.d.    |
|                                    | Unione Sudamericana Emigrati Italiani     | 38 223                     | 4,27                       | n.d.                       | 0     | n.d.    |
|                                    | Altri                                     | 58 898                     | 6,58                       | n.d.                       | 0     | n.d.    |
|                                    |                                           |                            |                            |                            |       |         |
| Iscritti                           | Iscritti                                  | 3 149 501                  | 100,00                     |                            |       |         |
| ↳ Votanti (% su iscritti)          | ↳ Votanti (% su iscritti)                 | 1 009 921                  | 32,07                      | n.d.                       |       |         |
| ↳ Voti validi (% su votanti)       | ↳ Voti validi (% su votanti)              | 895 159                    | 88,64                      |                            |       |         |
| ↳ Schede non valide (% su votanti) | ↳ Schede non valide (% su votanti)        | 114 762                    | 11,36                      |                            |       |         |
| ↳ Schede bianche (% su votanti)    | ↳ Schede bianche (% su votanti)           | 15 614                     | 1,55                       |                            |       |         |
| ↳ Schede nulle (% su votanti)      | ↳ Schede nulle (% su votanti)             | 99 148                     | 9,82                       |                            |       |         |
| ↳ Astenuti (% su iscritti)         | ↳ Astenuti (% su iscritti)                | 2 139 580                  | 67,93                      |                            |       |         |

| Eletti | Eletti                 |
| ------ | ---------------------- |
|        | Claudio Micheloni      |
|        | Fausto Guilherme Longo |
|        | Renato Guerino Turano  |
|        | Francesco Giacobbe     |
|        | Aldo Di Biagio         |
|        | Claudio Zin            |

### Elezioni politiche del 2018
| Partito                            | Partito                                   | Risultati 4 marzo 2018 | Risultati 4 marzo 2018 | Risultati 4 marzo 2018 | Seggi | Seggi   |
| Partito                            | Partito                                   | Voti                   | %                      | ±                      | Num   | ±       |
| ---------------------------------- | ----------------------------------------- | ---------------------- | ---------------------- | ---------------------- | ----- | ------- |
|                                    | Partito Democratico                       | 297 153                | 26,45                  | 2,75                   | 5     | Stabile |
|                                    | Lega - Forza Italia - Fratelli d'Italia   | 240 702                | 21,43                  | 6,60                   | 3     | 2       |
|                                    | Movimento 5 Stelle                        | 197 346                | 17,57                  | 7,89                   | 1     | Stabile |
|                                    | Movimento Associativo Italiani all'Estero | 107 236                | 9,55                   | 3,89                   | 1     | 1       |
|                                    | USEI                                      | 68 291                 | 6,08                   | 1,61                   | 1     | Stabile |
|                                    | Liberi e Uguali                           | 64 523                 | 5,74                   | n.d.                   | 0     | n.d.    |
|                                    | +Europa                                   | 64 350                 | 5,73                   | n.d.                   | 1     | n.d.    |
|                                    | Altri                                     | 83 828                 | 7,46                   | n.d.                   | 0     | n.d.    |
|                                    |                                           |                        |                        |                        |       |         |
| Iscritti                           | Iscritti                                  | 4 230 854              | 100,00                 |                        |       |         |
| ↳ Votanti (% su iscritti)          | ↳ Votanti (% su iscritti)                 | 1 262 422              | 29,84                  | n.d.                   |       |         |
| ↳ Voti validi (% su votanti)       | ↳ Voti validi (% su votanti)              | 1 123 429              | 88,99                  |                        |       |         |
| ↳ Schede non valide (% su votanti) | ↳ Schede non valide (% su votanti)        | 138 993                | 11,01                  |                        |       |         |
| ↳ Schede bianche (% su votanti)    | ↳ Schede bianche (% su votanti)           | 17 762                 | 1,41                   |                        |       |         |
| ↳ Schede nulle (% su votanti)      | ↳ Schede nulle (% su votanti)             | 121 231                | 9,60                   |                        |       |         |
| ↳ Astenuti (% su iscritti)         | ↳ Astenuti (% su iscritti)                | 2 968 432              | 70,16                  |                        |       |         |

| Eletti | Eletti                                         |
| ------ | ---------------------------------------------- |
|        | Massimo Ungaro                                 |
|        | Angela Schirò                                  |
|        | Fausto Guilherme Longo                         |
|        | Francesca La Marca                             |
|        | Nicola Carè                                    |
|        | Simone Billi                                   |
|        | Luis Roberto di San Martino Lorenzato di Ivrea |
|        | Angela Rosaria Nissoli                         |
|        | Elisa Siragusa                                 |
|        | Mario Alejandro Borghese                       |
|        | Eugenio Sangregorio                            |
|        | Alessandro Fusacchia                           |

| Partito                            | Partito                                   | Risultati 4 marzo 2018 | Risultati 4 marzo 2018 | Risultati 4 marzo 2018 | Seggi | Seggi   |
| Partito                            | Partito                                   | Voti                   | %                      | ±                      | Num   | ±       |
| ---------------------------------- | ----------------------------------------- | ---------------------- | ---------------------- | ---------------------- | ----- | ------- |
|                                    | Partito Democratico                       | 279 489                | 27,08                  | 2,59                   | 2     | 2       |
|                                    | Lega - Forza Italia - Fratelli d'Italia   | 226 885                | 21,98                  | 6,78                   | 2     | 1       |
|                                    | Movimento 5 Stelle                        | 182 715                | 17,70                  | 7,69                   | 0     | Stabile |
|                                    | Movimento Associativo Italiani all'Estero | 110 879                | 10,74                  | 2,70                   | 1     | Stabile |
|                                    | USEI                                      | 68 233                 | 6,61                   | 1,34                   | 1     | 1       |
|                                    | Altri                                     | 163 862                | 15,88                  | n.d.                   | 0     | n.d.    |
|                                    |                                           |                        |                        |                        |       |         |
| Iscritti                           | Iscritti                                  | 3 835 780              | 100,00                 |                        |       |         |
| ↳ Votanti (% su iscritti)          | ↳ Votanti (% su iscritti)                 | 1 160 985              | 30,27                  | n.d.                   |       |         |
| ↳ Voti validi (% su votanti)       | ↳ Voti validi (% su votanti)              | 1 032 063              | 88,90                  |                        |       |         |
| ↳ Schede non valide (% su votanti) | ↳ Schede non valide (% su votanti)        | 128 922                | 11,10                  |                        |       |         |
| ↳ Schede bianche (% su votanti)    | ↳ Schede bianche (% su votanti)           | 17 508                 | 1,51                   |                        |       |         |
| ↳ Schede nulle (% su votanti)      | ↳ Schede nulle (% su votanti)             | 111 414                | 9,60                   |                        |       |         |
| ↳ Astenuti (% su iscritti)         | ↳ Astenuti (% su iscritti)                | 2 674 795              | 69,73                  |                        |       |         |

| Eletti | Eletti                |
| ------ | --------------------- |
|        | Laura Garavini        |
|        | Francesco Giacobbe    |
|        | Raffaele Fantetti     |
|        | Francesca Alderisi    |
|        | Ricardo Antonio Merlo |
|        | Adriano Cario         |

### Elezioni politiche del 2022
| Partito                            | Partito                                                 | Risultati 25 settembre 2022 | Risultati 25 settembre 2022 | Risultati 25 settembre 2022 | Seggi | Seggi   |
| Partito                            | Partito                                                 | Voti                        | %                           | ±                           | Num   | ±       |
| ---------------------------------- | ------------------------------------------------------- | --------------------------- | --------------------------- | --------------------------- | ----- | ------- |
|                                    | Partito Democratico - Italia Democratica e Progressista | 306 105                     | 28,20                       | 1,85                        | 4     | 1       |
|                                    | Lega - Forza Italia - Fratelli d'Italia                 | 282 636                     | 26,04                       | 4,61                        | 2     | 1       |
|                                    | Movimento Associativo Italiani all'Estero               | 141 440                     | 13,03                       | 3,48                        | 1     | Stabile |
|                                    | Movimento 5 Stelle                                      | 93 219                      | 8,59                        | 8,98                        | 1     | Stabile |
|                                    | USEI                                                    | 73 389                      | 6,76                        | 0,68                        | 0     | 1       |
|                                    | Azione - Italia Viva                                    | 60 456                      | 5,57                        | n.d.                        | 0     | n.d.    |
|                                    | Alleanza Verdi e Sinistra                               | 52 962                      | 4,88                        | n.d.                        | 0     | n.d.    |
|                                    | +Europa                                                 | 29 947                      | 2,76                        | 2,97                        | 0     | 1       |
|                                    | Altri                                                   | 45 398                      | 4,18                        | n.d.                        | 0     | n.d.    |
|                                    |                                                         |                             |                             |                             |       |         |
| Iscritti                           | Iscritti                                                | 4 743 980                   | 100,00                      |                             |       |         |
| ↳ Votanti (% su iscritti)          | ↳ Votanti (% su iscritti)                               | 1 250 481                   | 26,36                       | n.d.                        |       |         |
| ↳ Voti validi (% su votanti)       | ↳ Voti validi (% su votanti)                            | 1 085 552                   | 86,81                       |                             |       |         |
| ↳ Schede non valide (% su votanti) | ↳ Schede non valide (% su votanti)                      | 164 929                     | 13,19                       |                             |       |         |
| ↳ Schede bianche (% su votanti)    | ↳ Schede bianche (% su votanti)                         | 20 106                      | 1,61                        |                             |       |         |
| ↳ Schede nulle (% su votanti)      | ↳ Schede nulle (% su votanti)                           | 144 823                     | 11,58                       |                             |       |         |
| ↳ Astenuti (% su iscritti)         | ↳ Astenuti (% su iscritti)                              | 3 493 499                   | 73,64                       |                             |       |         |

| Eletti | Eletti                   |
| ------ | ------------------------ |
|        | Toni Ricciardi           |
|        | Fabio Porta              |
|        | Christian Diego Di Sanzo |
|        | Nicola Carè              |
|        | Simone Billi             |
|        | Andrea Di Giuseppe       |
|        | Franco Tirelli           |
|        | Federica Onori           |

| Partito                            | Partito                                                 | Risultati 25 settembre 2022 | Risultati 25 settembre 2022 | Risultati 25 settembre 2022 | Seggi | Seggi   |
| Partito                            | Partito                                                 | Voti                        | %                           | ±                           | Num   | ±       |
| ---------------------------------- | ------------------------------------------------------- | --------------------------- | --------------------------- | --------------------------- | ----- | ------- |
|                                    | Partito Democratico - Italia Democratica e Progressista | 370 549                     | 33,99                       | 6,91                        | 3     | 1       |
|                                    | Lega - Forza Italia - Fratelli d'Italia                 | 295 647                     | 27,12                       | 5,12                        | 0     | 2       |
|                                    | Movimento Associativo Italiani all'Estero               | 138 337                     | 12,69                       | 1,95                        | 1     | Stabile |
|                                    | Movimento 5 Stelle                                      | 101 925                     | 9,35                        | 8,35                        | 0     | Stabile |
|                                    | Azione - Italia Viva                                    | 76 152                      | 6,98                        | n.d.                        | 0     | n.d.    |
|                                    | USEI                                                    | 55 523                      | 5,09                        | 1,52                        | 0     | 1       |
|                                    | Altri                                                   | 52 194                      | 4,79                        | n.d.                        | 0     | n.d.    |
|                                    |                                                         |                             |                             |                             |       |         |
| Iscritti                           | Iscritti                                                | 4 743 980                   | 100,00                      |                             |       |         |
| ↳ Votanti (% su iscritti)          | ↳ Votanti (% su iscritti)                               | 1 233 828                   | 26,01                       | n.d.                        |       |         |
| ↳ Voti validi (% su votanti)       | ↳ Voti validi (% su votanti)                            | 1 090 327                   | 88,37                       |                             |       |         |
| ↳ Schede non valide (% su votanti) | ↳ Schede non valide (% su votanti)                      | 143 501                     | 11,63                       |                             |       |         |
| ↳ Schede bianche (% su votanti)    | ↳ Schede bianche (% su votanti)                         | 23 412                      | 1,90                        |                             |       |         |
| ↳ Schede nulle (% su votanti)      | ↳ Schede nulle (% su votanti)                           | 120 089                     | 9,73                        |                             |       |         |
| ↳ Astenuti (% su iscritti)         | ↳ Astenuti (% su iscritti)                              | 3 510 152                   | 73,99                       |                             |       |         |

| Eletti | Eletti                   |
| ------ | ------------------------ |
|        | Andrea Crisanti          |
|        | Francesca La Marca       |
|        | Francesco Giacobbe       |
|        | Mario Alejandro Borghese |

## Eletti

### Camera dei deputati
| Anno   | Ripartizione | |                                                                        |                       |
| Europa | America meridionale | America settentrionale e centrale                                                                                             | Africa, Asia, Oceania, Antartide                                       |                       |
| ------ | --- | --- | ---------------------------------------------------------------------- | --------------------- |
| 2006   | - Franco Narducci (L'Unione) - Arnold Cassola (L'Unione) - Gianni Farina (L'Unione) - Massimo Romagnoli (FI) - Guglielmo Picchi (FI) - Antonio Razzi (IdV) | - Mariza Bafile (L'Unione) - Giuseppe Angeli (Per l'Italia nel Mondo) - Ricardo Antonio Merlo (AISA)                          | - Salvatore Ferrigno (FI) - Gino Bucchino (L'Unione)                   | Marco Fedi (L'Unione) |
| 2008   | - Franco Narducci (PD) - Laura Garavini (PD) - Gianni Farina (PD) - Aldo Di Biagio (PdL) - Guglielmo Picchi (PdL) - Antonio Razzi (IdV)                    | - Fabio Porta (PD) - Giuseppe Angeli (PdL) - Ricardo Antonio Merlo (MAIE)                                                     | - Amato Berardi (PdL) - Gino Bucchino (PD)                             | Marco Fedi (PD)       |
| 2013   | - Mario Caruso (Monti) - Laura Garavini (PD) - Gianni Farina (PD) - Alessio Tacconi (M5S) - Guglielmo Picchi (PdL)                                         | - Fabio Porta (PD) - Renata Bueno (USEI) - Ricardo Antonio Merlo (MAIE) - Mario Borghese (MAIE)                               | - Fucsia Nissoli (Monti) - Francesca La Marca (PD)                     | Marco Fedi (PD)       |
| 2018   | - Alessandro Fusacchia (+Europa) - Massimo Ungaro (PD) - Angela Schirò (PD) - Elisa Siragusa (M5S) - Simone Billi (Salvini-Berlusconi-Meloni)              | - Fausto Longo (PD) - Eugenio Sangregorio (USEI) - Luis Roberto Lorenzato (Salvini-Berlusconi-Meloni) - Mario Borghese (MAIE) | - Fucsia Nissoli (Salvini-Berlusconi-Meloni) - Francesca La Marca (PD) | Nicola Carè (PD)      |
| 2022   | - Toni Ricciardi (PD) - Simone Billi (CDX) - Federica Onori (M5S)                                                                                          | - Fabio Porta (PD) - Franco Tirelli (MAIE)                                                                                    | - Christian Diego Di Sanzo (PD) - Andrea Di Giuseppe (CDX)             | Nicola Carè (PD)      |

### Senato della Repubblica
| Anno | Ripartizione                                                          | Ripartizione                                                             | Ripartizione                                   | Ripartizione                     |
| Anno | Europa                                                                | America meridionale                                                      | America settentrionale e centrale              | Africa, Asia, Oceania, Antartide |
| ---- | --------------------------------------------------------------------- | ------------------------------------------------------------------------ | ---------------------------------------------- | -------------------------------- |
| 2006 | - Claudio Micheloni (L'Unione) - Antonella Rebuzzi (FI)               | - Luigi Pallaro (AISA) - Edoardo Pollastri (L'Unione)                    | Renato Guerino Turano (L'Unione)               | Nino Randazzo (L'Unione)         |
| 2008 | - Claudio Micheloni (PD) - Nicola Di Girolamo (PdL)                   | - Esteban Juan Caselli (PdL) - Mirella Giai (MAIE)                       | Basilio Giordano (PdL)                         | Nino Randazzo (PD)               |
| 2013 | - Claudio Micheloni (PD) - Aldo Di Biagio (Monti)                     | - Fausto Longo (PD) - Claudio Zin (MAIE)                                 | Renato Guerino Turano (PD)                     | Francesco Giacobbe (PD)          |
| 2018 | - Laura Garavini (PD) - Raffaele Fantetti (Salvini-Berlusconi-Meloni) | - Ricardo Antonio Merlo (MAIE) - Adriano Cario (USEI) - Fabio Porta (PD) | Francesca Alderisi (Salvini-Berlusconi-Meloni) | Francesco Giacobbe (PD)          |
| 2022 | Andrea Crisanti (PD)                                                  | Mario Borghese (MAIE)                                                    | Francesca La Marca (PD)                        | Francesco Giacobbe (PD)          |

1. ↑  Elezione annullata il 2 dicembre 2021 a causa di irregolarità nei voti ricevuti.
2. ↑  Dal 12 gennaio 2022, proclamato al posto di Adriano Cario.